# Semisi Sika
Semisi Kioa Lafu Sika (Haveluloto, distrito de Kolofo'ou, 31 de janeiro de 1968), mais conhecido como Semisi Sika, é um político tonganês e membro do Parlamento tonganês. Ele é membro do Partido Democrático das Ilhas Amigas.
Sika é um empresário que administra uma loja para viagem e uma empresa de catering. Ele é um defensor de longa data do movimento democrático em Tonga. Em 2007, ele foi uma das três pessoas, incluindo ʻAkilisi Pōhiva, líder do Movimento de Direitos Humanos e Democracia, que foram processadas por sua liderança em uma marcha de protesto em junho de 2006. É membro do Partido Democrático das Ilhas Amigas.
Sika foi eleito para o Parlamento na sede de Tongatapu 2 nas eleições de 2010. Ele foi reeleito em 2014 e 2017.
De 12 de setembro a 8 de outubro de 2019, ele atuou como primeiro-ministro interino de Tonga após a morte de ʻAkilisi Pōhiva, sendo posteriormente substituído por Pōhiva Tuʻiʻonetoa.